# Lézard à collerette
Chlamydosaurus kingii · Dragon d'Australie
Genre
Espèce
Statut de conservation UICN

LC : Préoccupation mineure
Chlamydosaurus kingii, unique représentant du genre Chlamydosaurus, est une espèce de sauriens de la famille des Agamidae. Elle peut être nommée lézard à collerette ou dragon d'Australie.
Il est appelé ainsi à cause du large repli de peau qu'en temps normal il tient appliqué sur son cou. La collerette (ou chlamyde) est pourvue de « baleines » cartilagineuses et lorsque l'animal se sent en danger, il ouvre sa gueule en grand et déploie sa collerette, formant une vaste tache menaçante jaune et rosée. Il semblerait que cette collerette, richement vascularisée, intervienne aussi dans la thermorégulation de l'animal.

## Description
Le lézard à collerette est un animal essentiellement arboricole. Il peut mesurer jusqu'à 90 cm de long pour un poids de 500 g. Le plus grand mesure 160 cm. Le mâle est beaucoup plus gros que la femelle. Il est de couleur grise ou brune suivant son lieu de vie et tient normalement sa collerette repliée sur le cou et les épaules. Il est très difficile à voir, se tenant caché en tournant derrière le tronc d'arbre sur lequel il se tient. Mais c'est sur le sol qu'il va montrer sa particularité : repéré, il va se tenir immobile, cherchant à passer inaperçu. S'il se sent découvert, il va se transformer, se dresser sur ses pattes arrière, ouvrir sa gueule et déployer sa collerette (qui peut atteindre 30 cm de diamètre) montrant ses couleurs voyantes jaunes et roses pour effrayer l'intrus, siffler, frapper le sol de sa queue, foncer sur l'adversaire. S'il se rend compte qu'il ne peut impressionner son ennemi, il va changer de tactique et s'enfuir sur ses pattes arrière, collerette déployée jusqu'au premier arbre dans lequel il cherchera à disparaître.

## Répartition

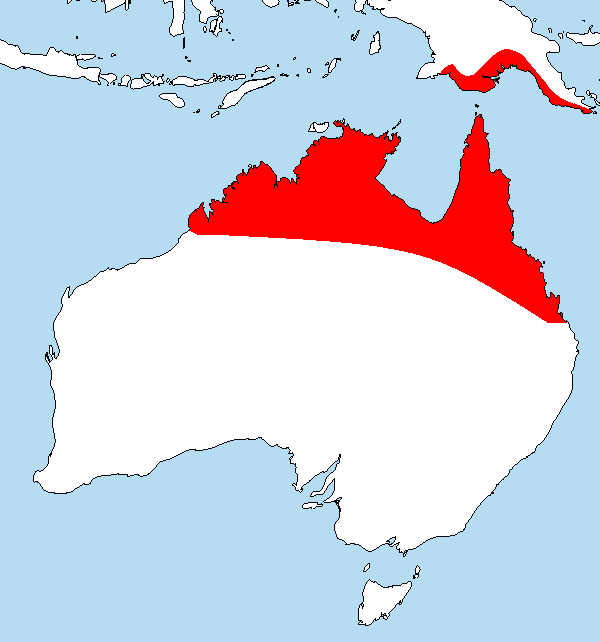
Distribution

Cette espèce se rencontre au Queensland, au Territoire du Nord et en Australie-Occidentale en Australie et en Nouvelle-Guinée.

## Habitat
Il vit surtout dans les arbres des savanes boisées, les forêts tropicales et tempérées chaudes.

## Alimentation
Le lézard à collerette se nourrit d'insectes trouvés dans les arbres : chenilles, cigales, scarabées ou sur le sol : fourmis, sauterelles, termites auxquels il faut ajouter des araignées et de petits lézards. Avec sa vue perçante, il peut repérer sa future proie sur le sol, attendre son passage et se laisser tomber sur elle pour s'en saisir et regrimper dans l'arbre pour la dévorer calmement.

## Reproduction
La période de reproduction se situe au début de la saison des pluies, en septembre-octobre. Les mâles se livrent de féroces combats, dressés sur leurs pattes, collerettes déployées. Un mois après l'accouplement, les femelles enfouissent dans un sol sablonneux ensoleillé une douzaine (de 4 à 23) d'œufs couvés par le soleil. La température ambiante influera sur le sexe des nouveau-nés : une température élevée ne donnera que des femelles, une température plus douce un nombre sensiblement égal de mâles et de femelles. Les œufs éclosent en février, et les petits mesurent une quinzaine de centimètres à la naissance.

## Prédateurs
Le lézard à collerette adulte a trois prédateurs : le python morelia, les chats sauvages (de plus en plus nombreux en Australie du nord, ils menacent son existence) et les hommes par le déboisement et la pollution. Les œufs et les petits sont également les victimes d'autres lézards ou d'oiseaux…

## Étymologie
Cette espèce a été nommée en l'honneur de Philip Parker King.

## Galerie

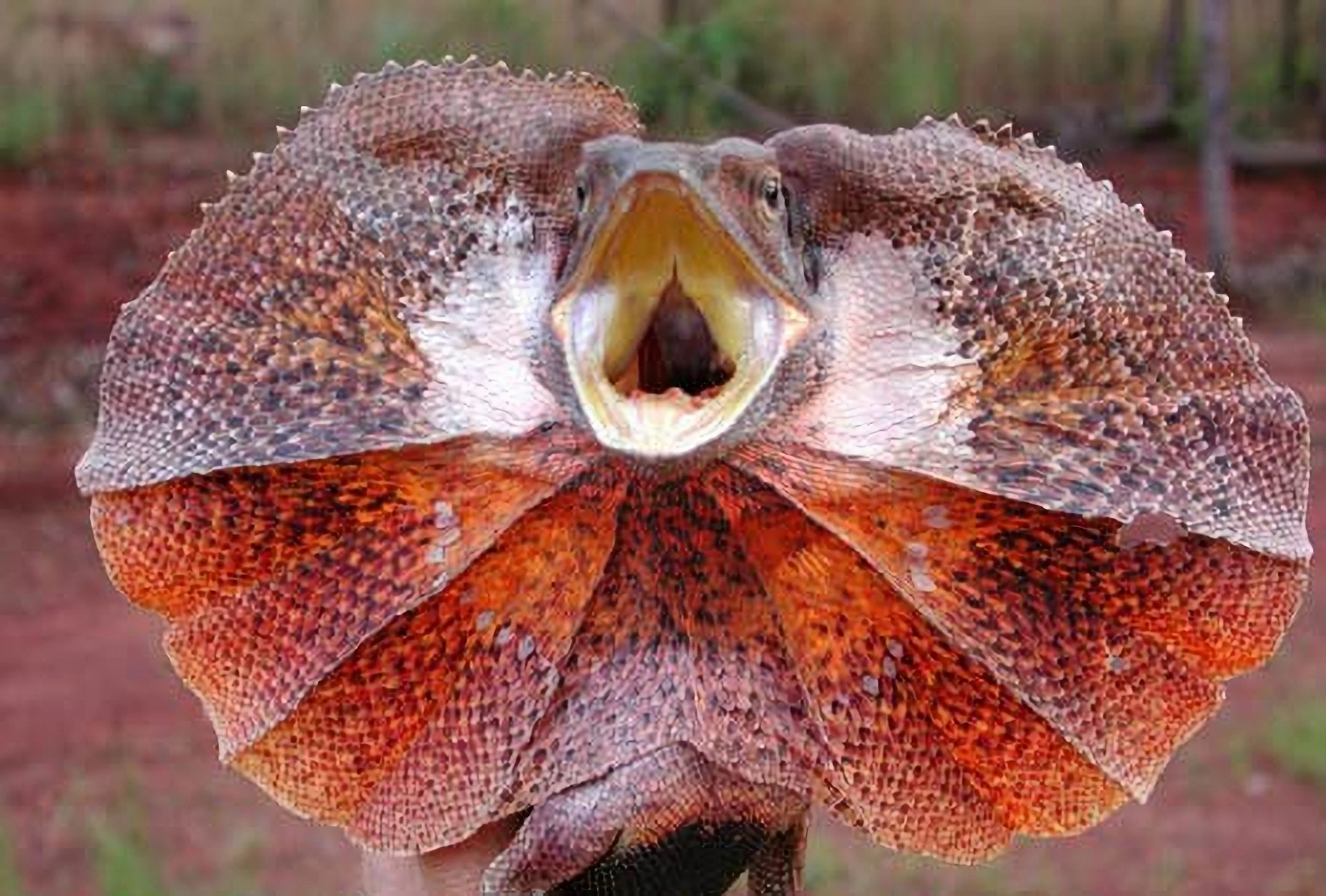
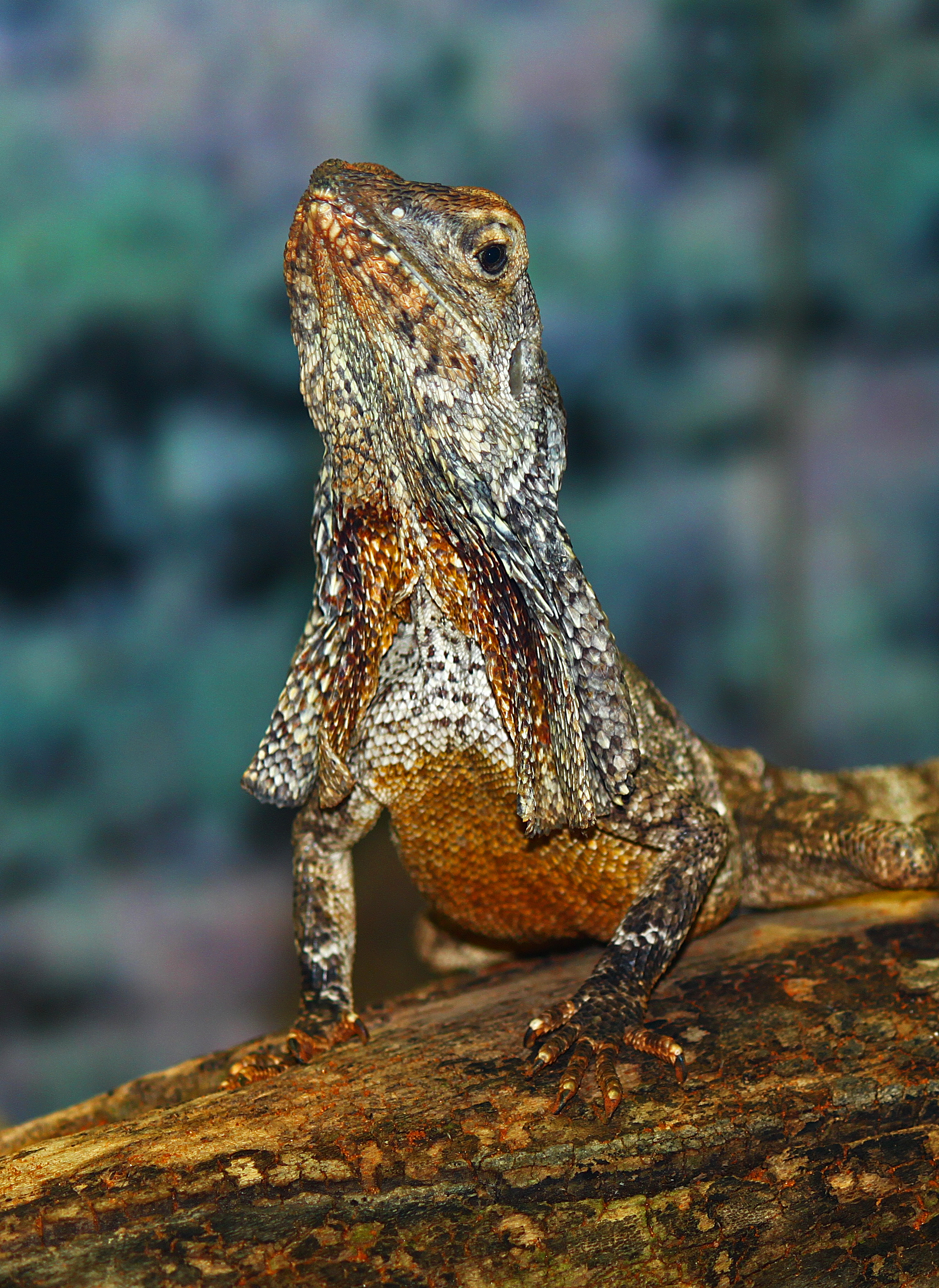
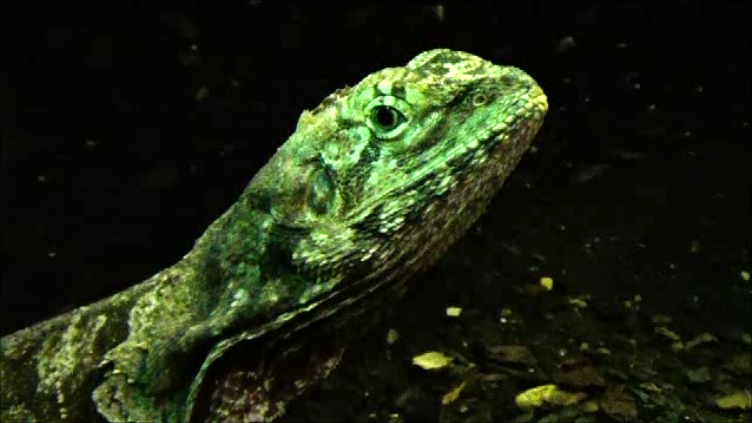
Ménagerie du jardin des plantes - Paris/France
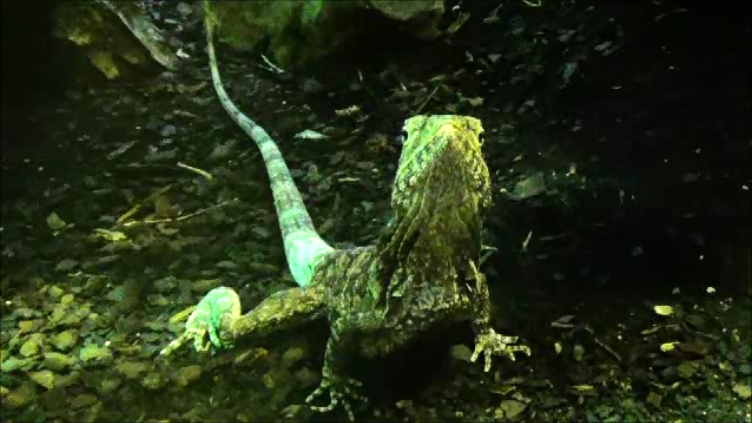
Ménagerie du jardin des plantes - Paris/France
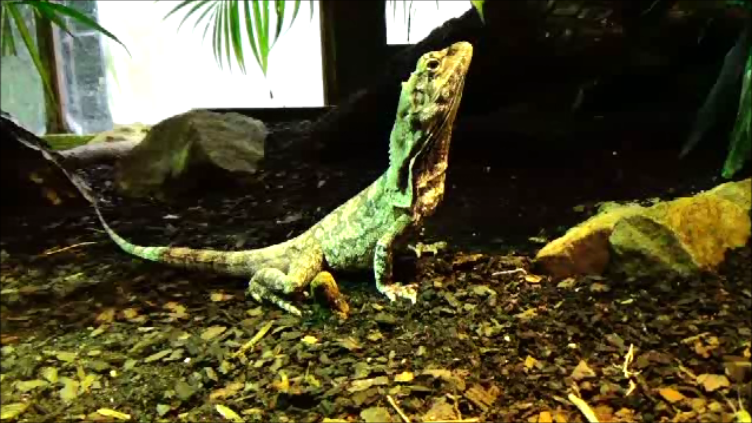
Ménagerie du jardin des plantes - Paris/France
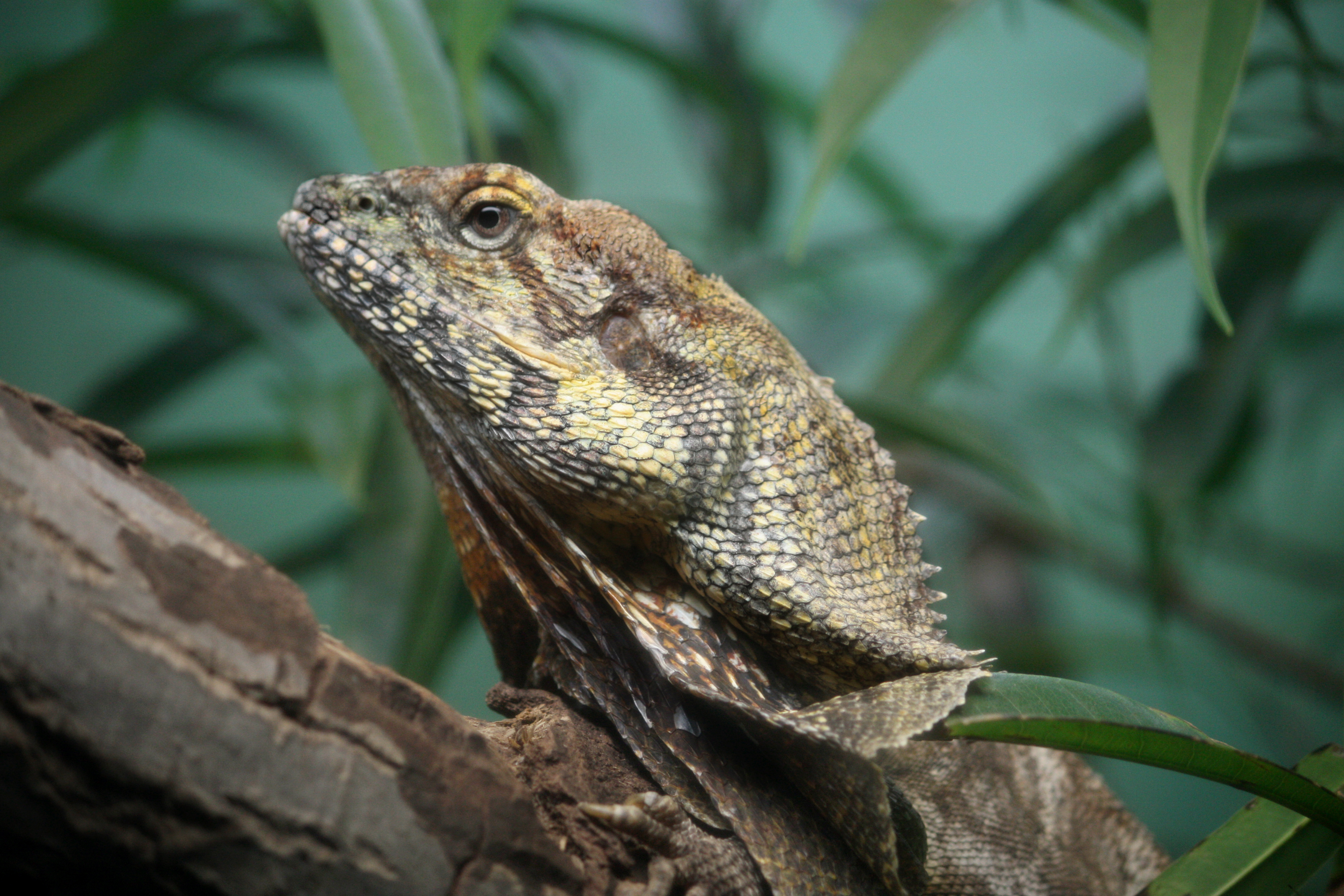
Zoo du Bronx
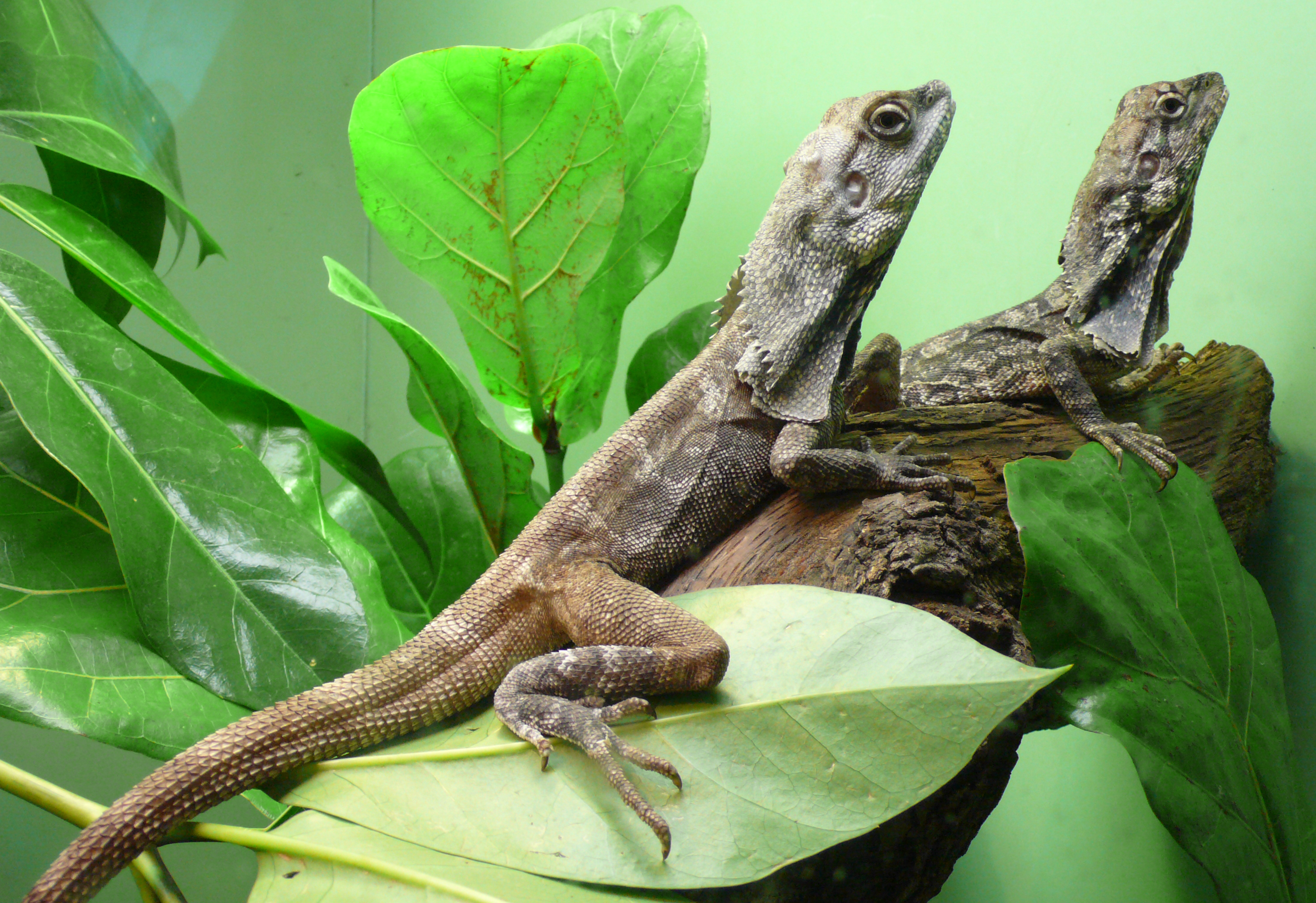
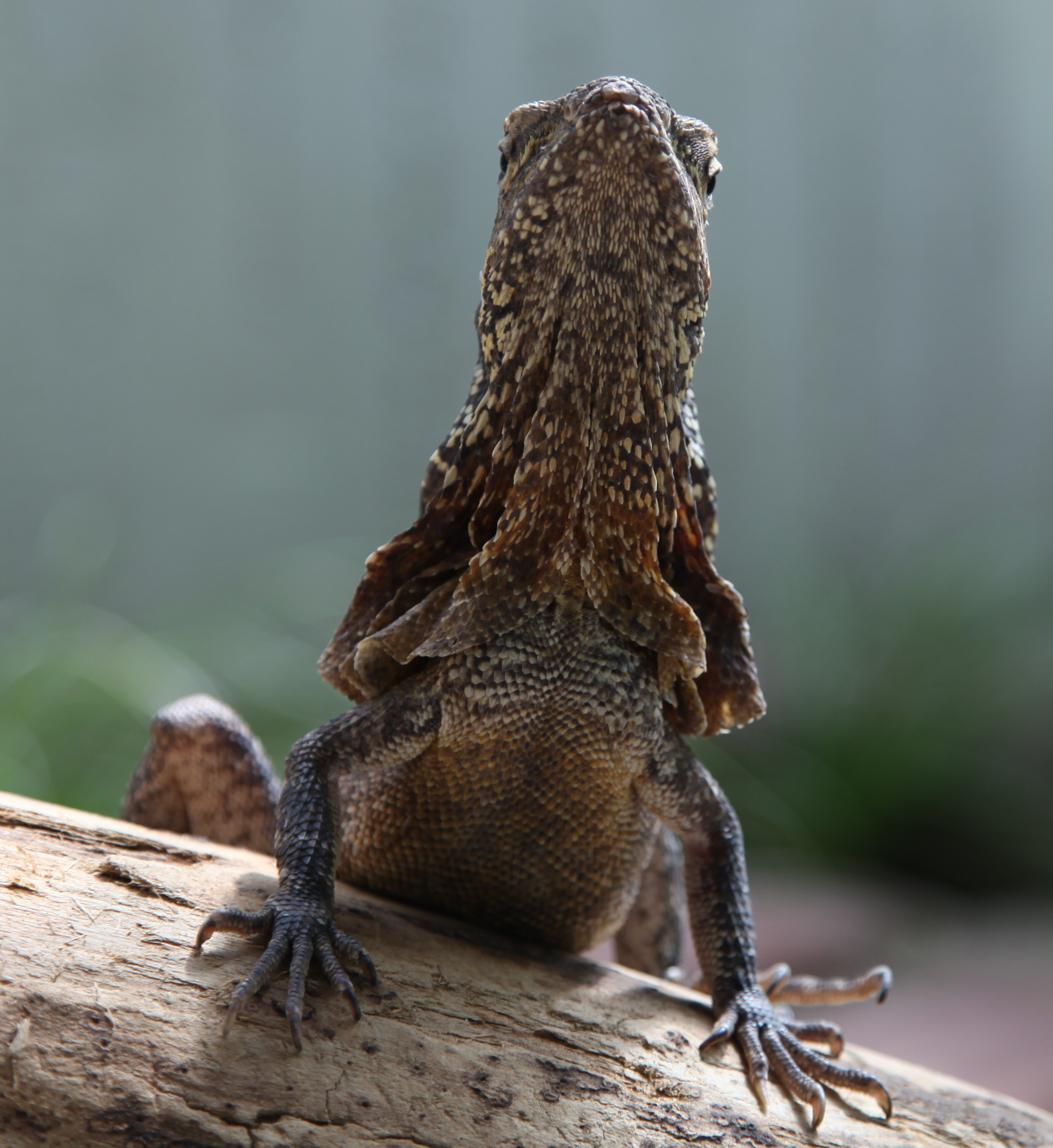
Jardin zoologique de Berlin
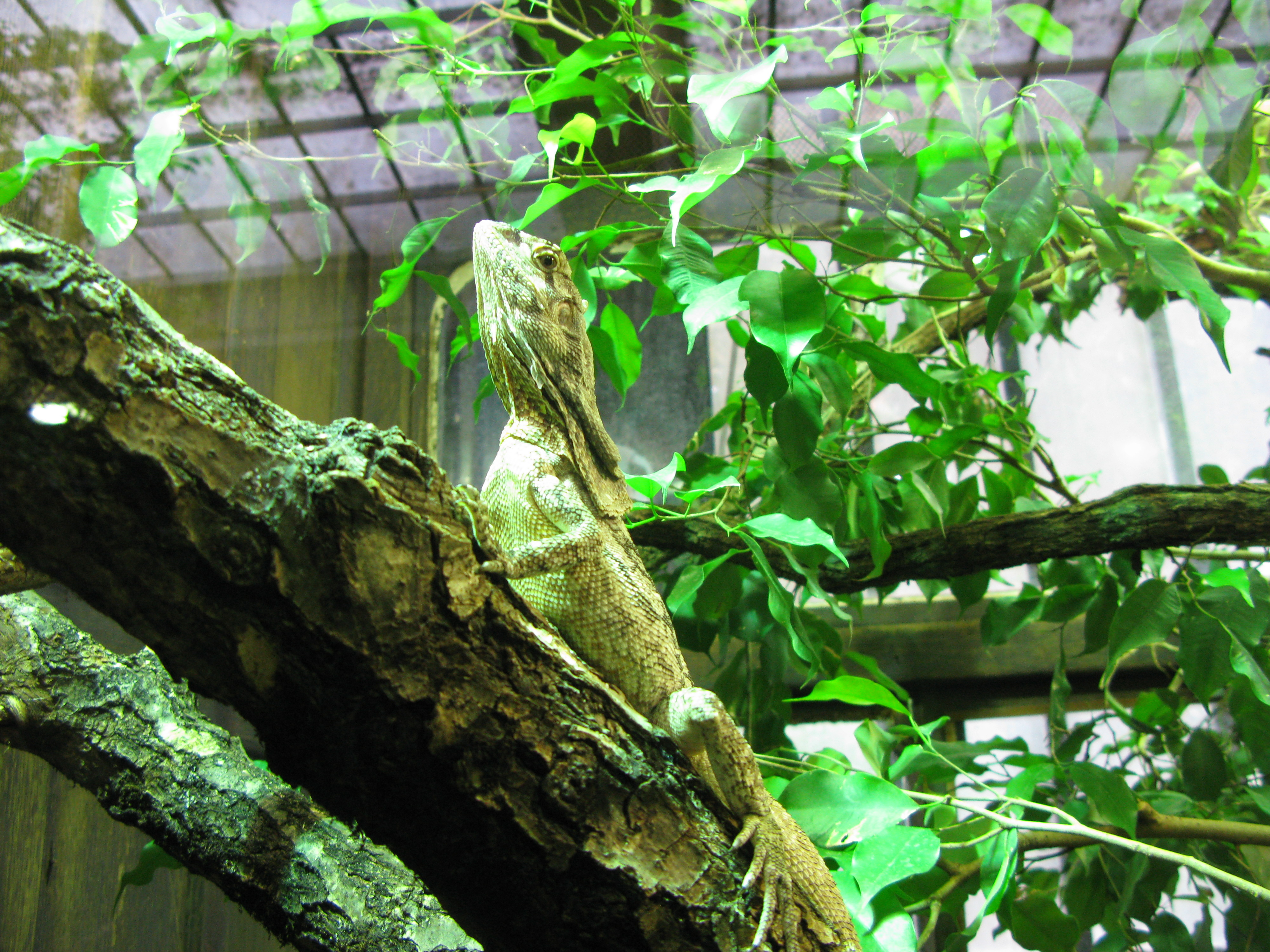
Ménagerie du jardin des plantes - Paris/France
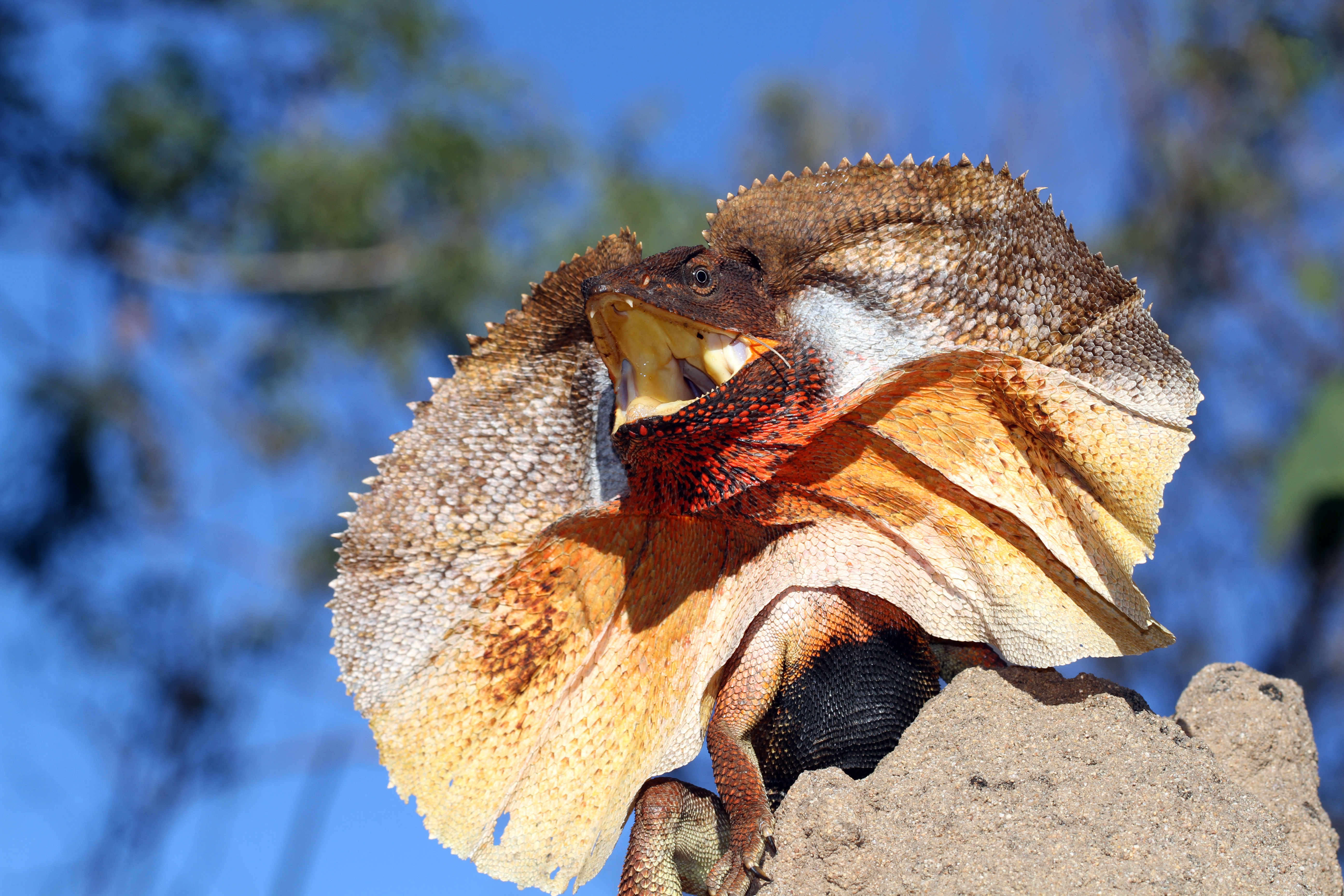
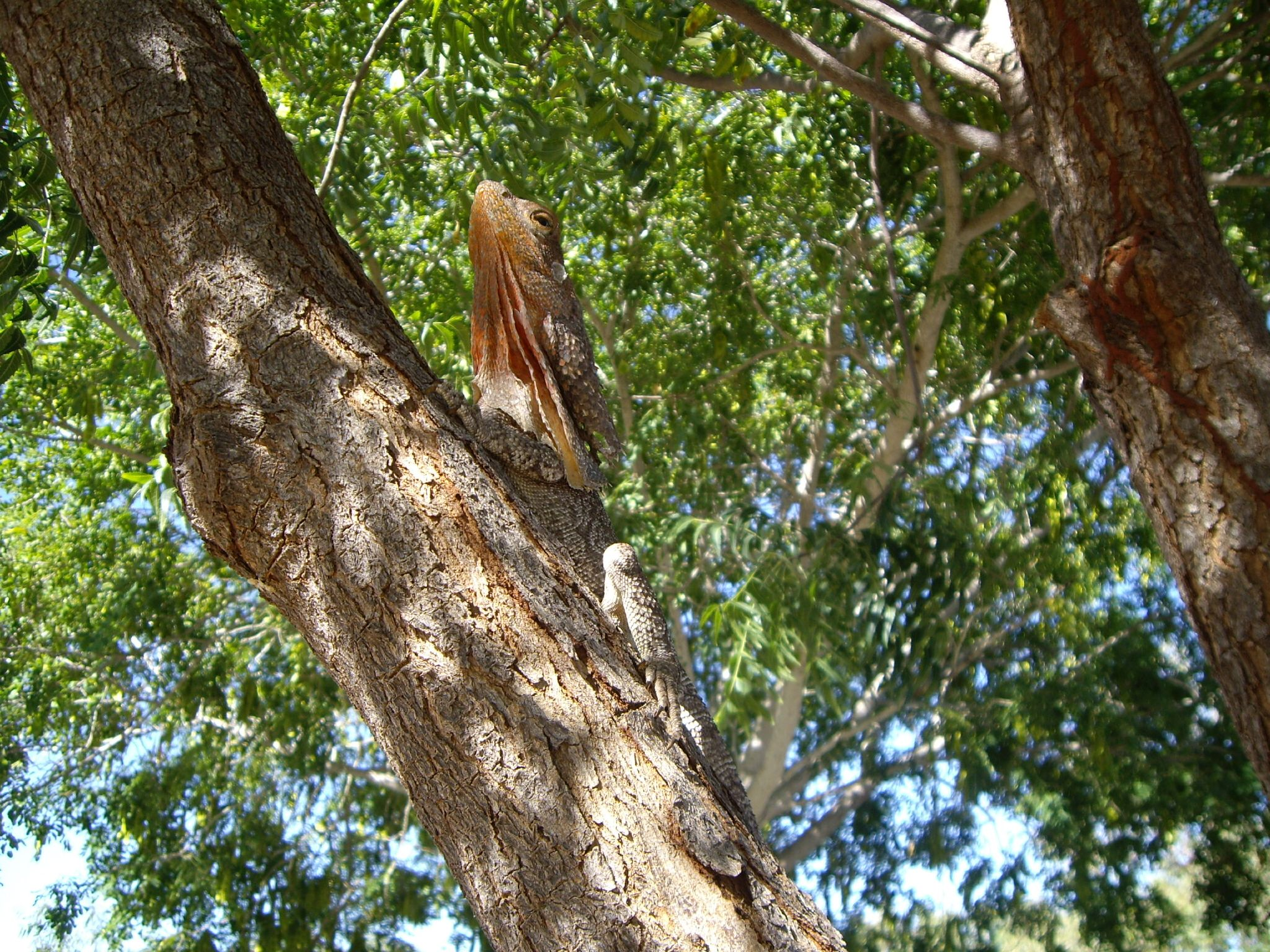
camouflé dans son environnement naturel
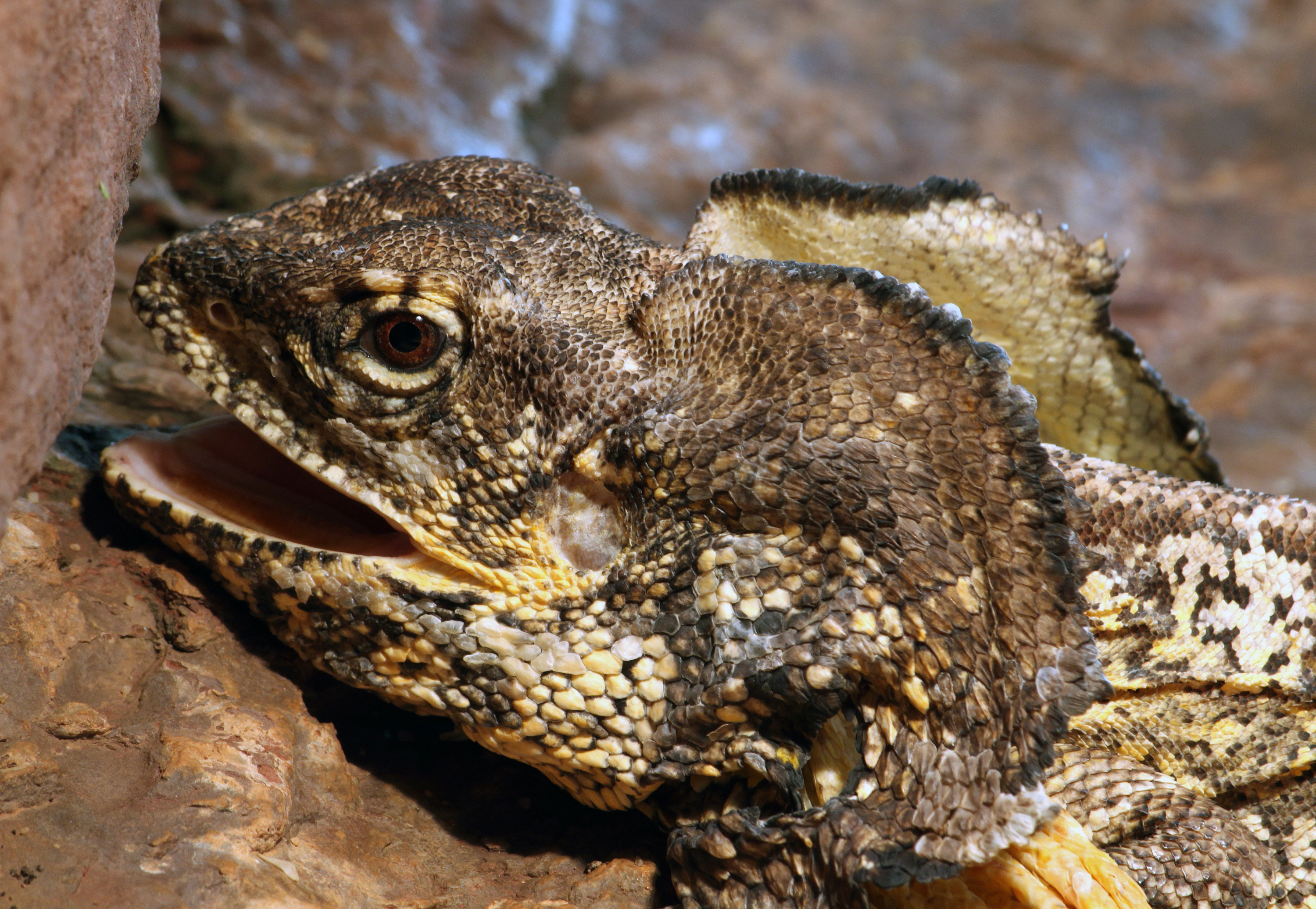
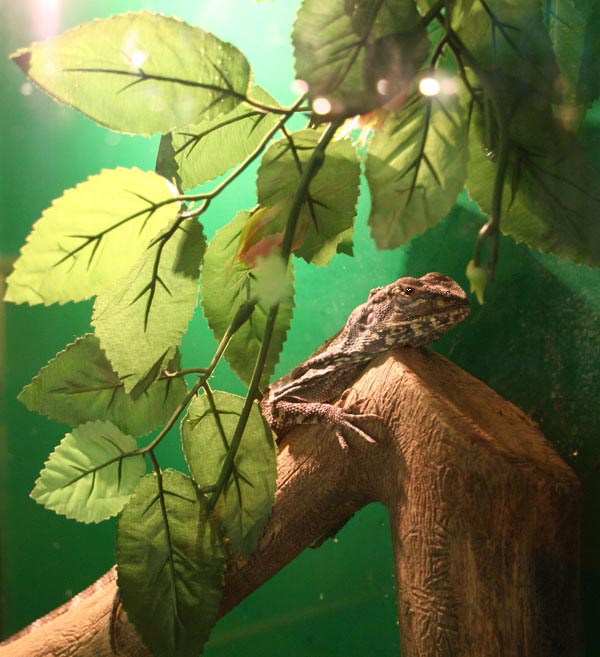
Zoo de Kazan
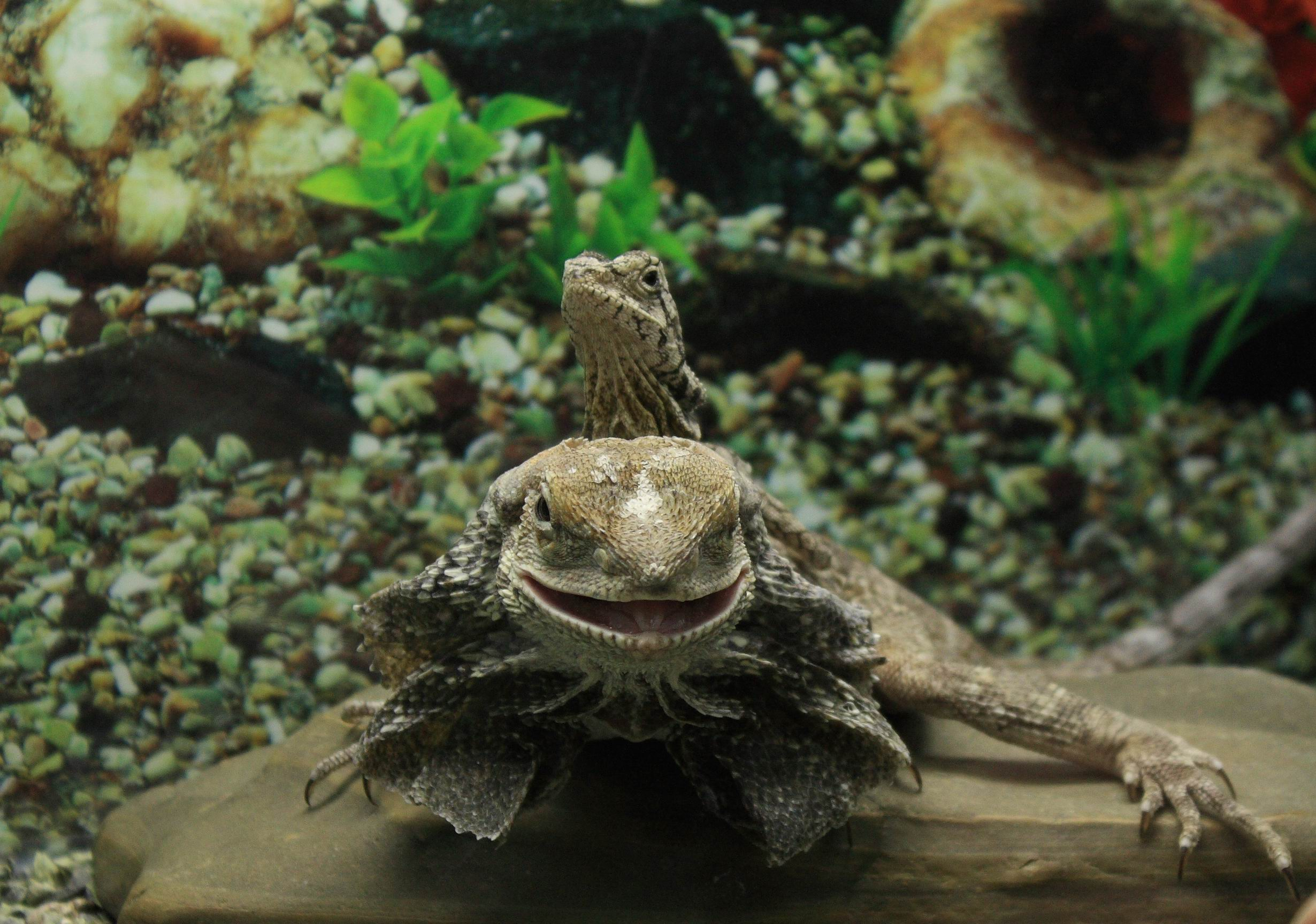
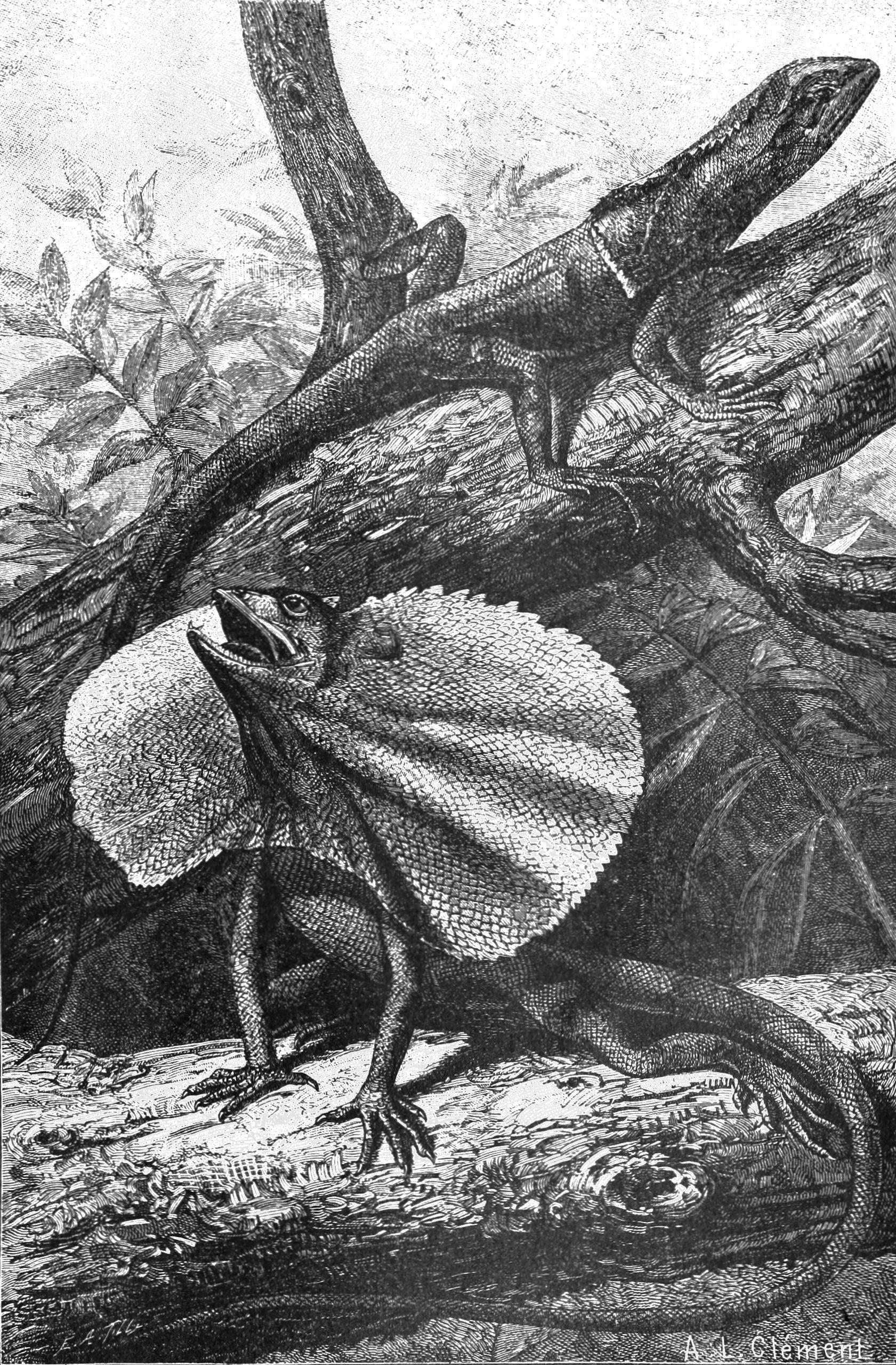
gravure
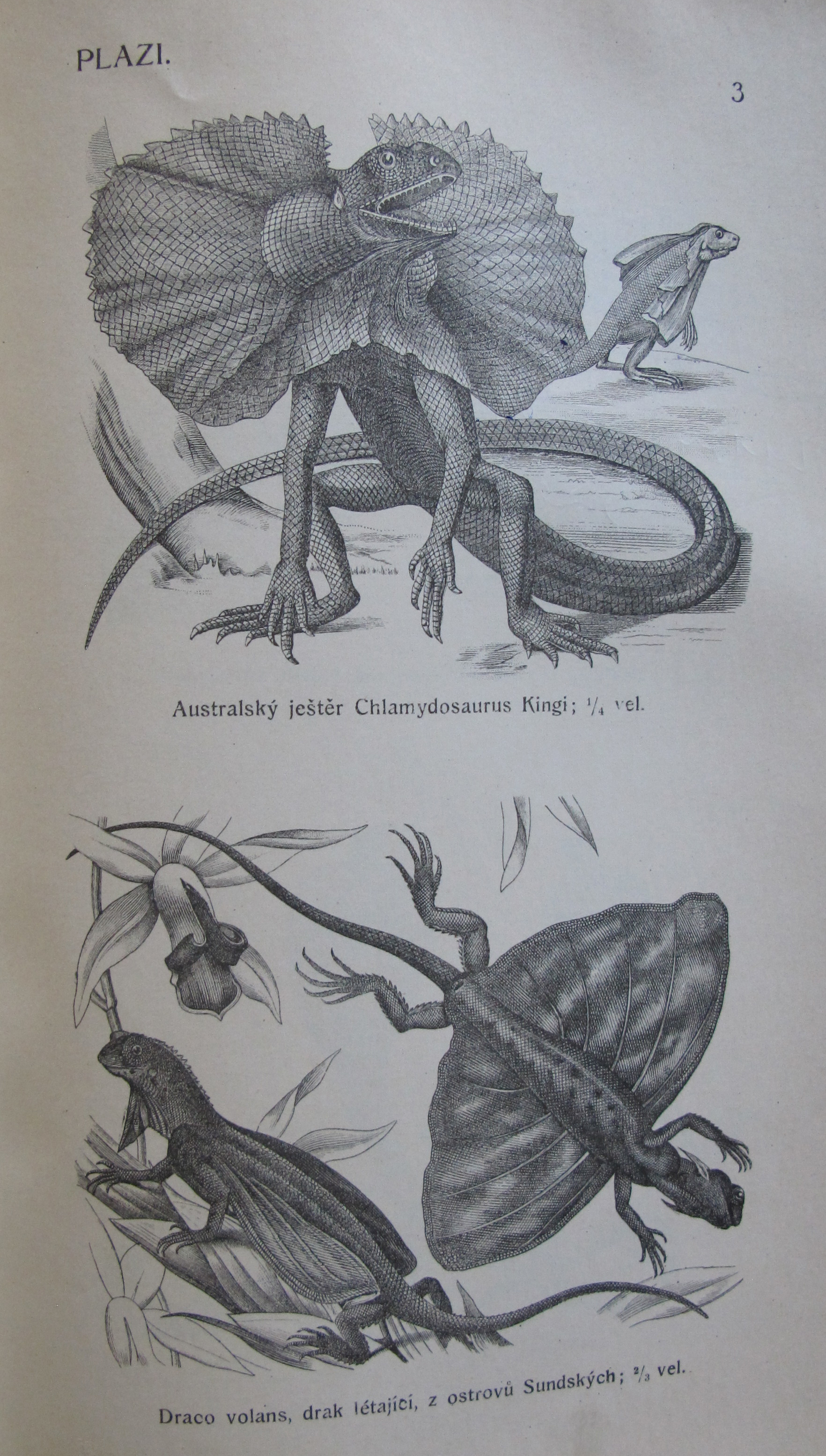
gravure
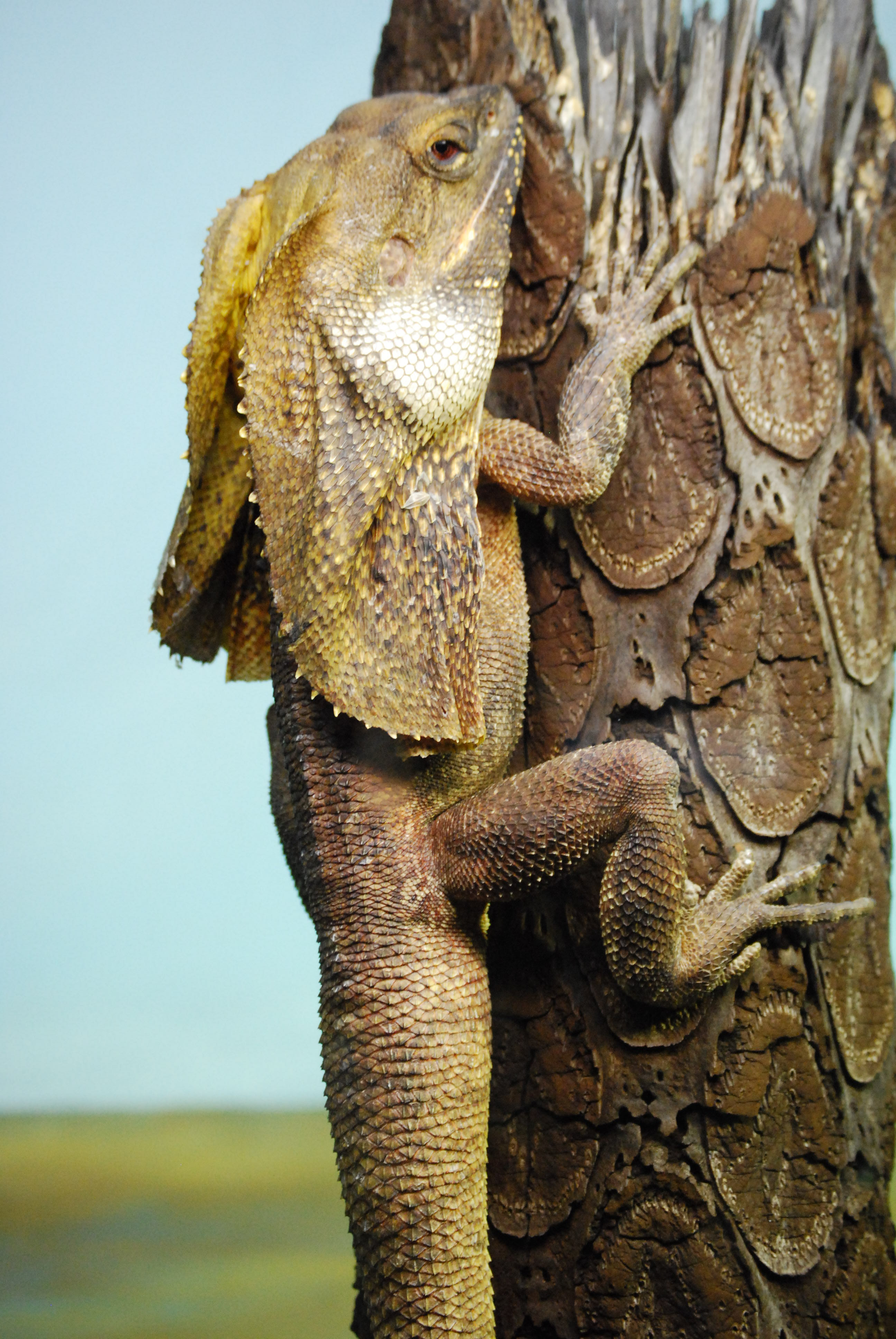

## Le lézard à collerette dans la culture
La collerette de Chlamydosaurus kingii a inspiré le cinéma fantasy : on la trouve chez le dilophosaure fictif de Steven Spielberg dans son film Jurassic Park.

## Publication originale
- Gray, 1825 : A synopsis of the genera of reptiles and Amphibia, with a description of some new species. Annals of Philosophy, London, sér. 2, vol. 10, p. 193–217 (texte intégral).